# Sistem Migovec
Sistem Migovec je 43.009 metrov dolg in 972 metrov globok alpski jamski sistem, ki se nahaja v gori Tolminski Migovec v Občini Tolmin v severozahodni Sloveniji. Gora in jamski sistem sta del Triglavskega narodnega parka. Združeni sistem je najdaljša znana jama v Sloveniji, skoraj dvakrat daljši od postojnskega (24.120 m) na drugem mestu.

## Vhodi
Vhodi vključujejo:
- Kavkna jama (M2), odkrita leta 1972 in najvišji vhod sistema (1861 m nadmorske višine)
- M16, odkrita 1982
- Jama strgane srajce (M18), odkrita 1994
- Vrtnarija, prvič odkrita leta 2000
- Vilinska jama, odkrita 2008
- Primadona, odkrita 1999
- Monatip, odkrita 2007

## Odkritje
Večino odkritij je izvedla jamarska sekcija Planinskega društva Tolmin, ki se mu je leta 1994 pri raziskovanju pridružil jamarski klub Imperialnega kolidža iz Londona.
Leta 1996 so odkrili, da so vhodi Kavkna jama (M2), Jama strgane srajce (M18) in M16 med sabo povezani, ki so tvorili začetni sistem Migovec, ki so ga kasneje z odkrivanjem razširili na globino –970 m. Leta 2008 je odkritje Vilinske jame vodilo na skoraj takojšnjo povezavo z Vrtnarijo, ki se je s sistemom dokončno združila 13. avgusta 2012 na globini –650 m.
Primadona in Monatip, dva vhoda, ki se nahajata na zahodni pečini platoja Migovec, sta sprva oblikovali svojo jamo, ki je bila odkrita leta 1999. Sprva je bila jama raziskana do dolžine 2,7 km. Toda v drugi polovici leta 2015 so odkrili prehod. Tako zdaj vemo, da je jama povezana s sistemom Migovec na globini –180 m.